# Okolík

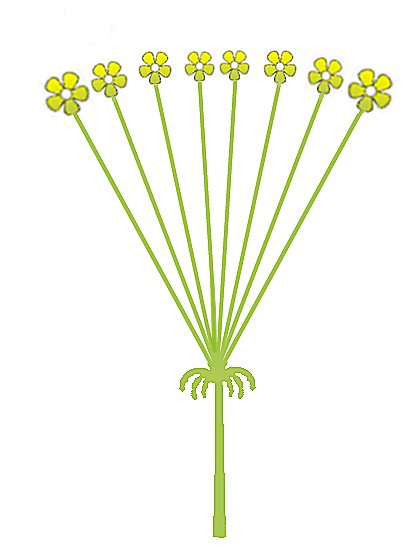
Okolík s obalem

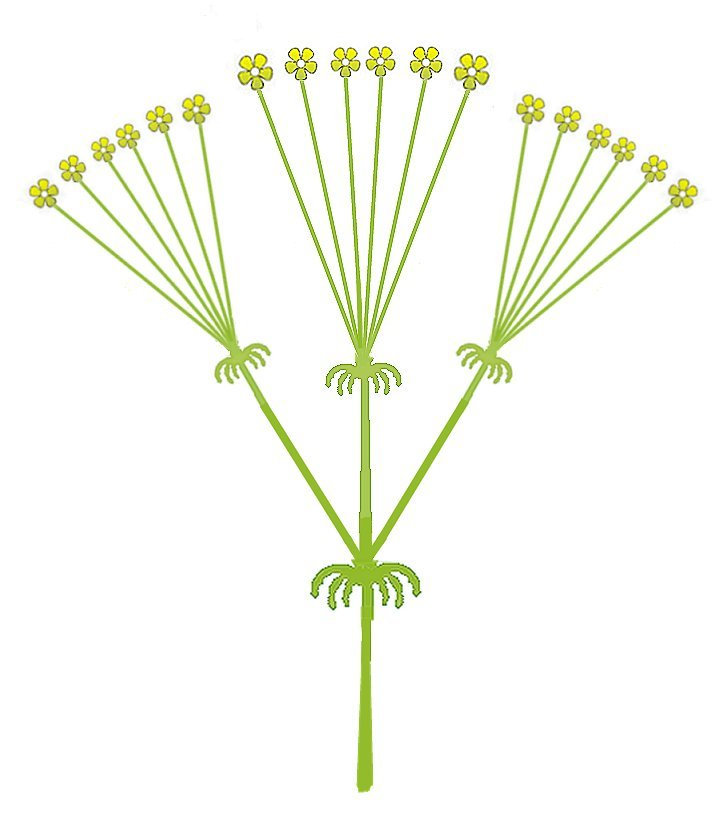
Složený okolík s okolíčky, obalem a obalíčky

Okolík (umbella) je hroznovité květenství, kdy květy s dlouhými stopkami vyrůstají paprskovitě z jednoho bodu na konci silně zkráceného vřetene (např. břečťan popínavý nebo svída).
Variantou okolíku je složený okolík, kdy se květní stopky, které vyrůstají jednotlivě pod vrcholem stonku nesoucího květ, mohou rovněž dále rozvětvit jako stonek hlavní, čímž vznikají tzv. okolíčky (např. svída krvavá).
Listeny rostoucí pod okolíkem vytvářejí obal, listeny rostoucí pod okolíčkem tvoří obalíček. Někdy není obal nebo obalíček vytvořen.
Další variantou je lichookolík – nepravý okolík, což je vrcholičnaté květenství podobné okolíku, ale místo obalu pod jeho květenstvím vyrůstají obvykle 2 vstřícné listeny.